# Justin Dowling
Justin Dowling (* 1. Oktober 1990 in Cochrane, Alberta) ist ein kanadischer Eishockeyspieler, der seit Juli 2023 bei den New Jersey Devils aus der National Hockey League unter Vertrag steht und parallel für deren Farmteam, die Utica Comets, in der American Hockey League auf der Position des Centers spielt. Zuvor verbrachte er über acht Jahre in der Organisation der Dallas Stars und spielte zwei Jahre bei den Vancouver Canucks.

## Karriere
Dowling spielte während seiner Juniorenzeit zwischen 2007 und 2011 für die Swift Current Broncos in der Western Hockey League, wo er insgesamt 304 Spiele absolvierte, in denen er 259 Scorerpunkte sammelte.
Nach Beendigung seiner Juniorenkarriere unterschrieb der Stürmer als ungedrafteter Free Agent einen Vertrag bei den Abbotsford Heat aus der American Hockey League. Nach einigen verheißungsvollen Einsätzen mit vier Scorerpunkten in acht Partien zum Ende der Saison 2010/11, kam er in der Spielzeit 2011/12 auf lediglich zwei Punkte in 22 Begegnungen. Daraufhin wurde er oftmals bei den Utah Grizzlies in der ECHL eingesetzt und sein Vertrag am Saisonende nicht verlängert. Dennoch fand er in den Idaho Steelheads aus der ECHL im Sommer 2012 einen neuen Arbeitgeber. Mit 46 Punkten in 34 Spielen bis zum Januar 2013 empfahl sich der Angreifer wieder für die AHL, sodass ihn die Texas Stars mit sofortiger Wirkung verpflichteten. Auch bei den Stars setzte sich der Aufwärtstrend in den folgenden Monaten fort, sodass sein Vertrag im März 2014 vorzeitig verlängert und mit Gültigkeit für die National Hockey League ausgewiesen wurde. Damit war Dowling auch für den Kooperationspartner Dallas Stars spielberechtigt. Dennoch spielte der Angreifer weiterhin bei den Stars in der AHL, mit denen er am Ende der Saison 2013/14 den prestigeträchtigen Calder Cup gewann. Kurz nach Beginn der Spielzeit 2016/17 wurde Dowling, nachdem er bereits in sein fünftes Spieljahr mit dem Franchise ging, erstmals in den NHL-Kader der Dallas Stars berufen und feierte sein Debüt.
Mit den Stars erreichte er in den Playoffs 2020 das Endspiel um den Stanley Cup, unterlag dort jedoch den Tampa Bay Lightning mit 2:4. Im Sommer 2021 wurde sein auslaufender Vertrag nach über acht Jahren in Dallas nicht verlängert, sodass er sich im Juli 2021 als Free Agent den Vancouver Canucks anschloss. In gleicher Weise wechselte er im Juli 2023 zu den New Jersey Devils.

## Erfolge und Auszeichnungen
- 2013 Teilnahme am ECHL All-Star Game
- 2014 Calder-Cup-Gewinn mit den Texas Stars

## Karrierestatistik
Stand: Ende der Saison 2024/25
(Legende zur Spielerstatistik: Sp oder GP = absolvierte Spiele; T oder G = erzielte Tore; V oder A = erzielte Assists; Pkt oder Pts = erzielte Scorerpunkte; SM oder PIM = erhaltene Strafminuten; +/− = Plus/Minus-Bilanz; PP = erzielte Überzahltore; SH = erzielte Unterzahltore; GW = erzielte Siegtore; 1 Play-downs/Relegation; Kursiv: Statistik nicht vollständig)